# Ultimo massimo glaciale
L'Ultimo massimo glaciale (LGM -  Last Glacial Maximum in inglese) è il periodo compreso tra 25 000  e 19 000 anni dal presente, durante il quale le temperature raggiunsero il loro minimo storico, e di conseguenza si ebbe la massima espansione dei ghiacciai. 
L'Ultimo massimo glaciale è uno specifico periodo della glaciazione Würm, avvenuta nel pleistocene tra 110 000 e 11 700 anni dal presente.

## Impatto globale
Le condizioni venutesi a creare durante la massima espansione glaciale persistettero all'incirca per 2000 anni; in questo periodo, tutta l'Europa settentrionale, la maggior parte del Canada e la metà settentrionale della Russia, il Tibet e gran parte del Kashmir, erano ricoperti da enormi ghiacciai.
I ghiacciai ricoprivano la maggior parte dell'arcipelago britannico (esclusa l'estremità meridionale della Gran Bretagna), l'Islanda, l'area alpina, parte della Pianura Padana e una serie di ghiacciai punteggiava anche il crinale appenninico; altri ghiacciai di dimensioni minori si formarono in Africa sui monti dell'Atlante e sui Monti Bale in Etiopia.
In Russia il corso dei fiumi Ob' e Enisej, che sboccano nel Mare Glaciale Artico, fu bloccato dai ghiacci e ciò determinò la formazione di giganteschi laghi.
Nell'emisfero meridionale, il ghiacciaio patagonico ricopriva il Cile meridionale fino al 41º parallelo sud, oltre che l'altopiano andino; ghiacciai erano sviluppati anche in Nuova Guinea.
Attorno ai ghiacciai vi erano vaste distese di permafrost che ricoprivano l'Eurasia fino alla latitudine di Seghedino e di Pechino. In Nord America l'estensione della copertura di permafrost non era invece così ampia e ricopriva pochi chilometri a sud dei ghiacciai, se si eccettuano le alte altitudini.

### Europa
L'Europa settentrionale era in gran parte ricoperta di ghiaccio, con il confine meridionale delle calotte glaciali che attraversava Germania e Polonia. Questo ghiaccio si estendeva verso nord fino a coprire le isole Svalbard e la Terra di Francesco Giuseppe e verso nord-est fino a occupare il Mare di Barents, il Mare di Kara e la Novaja Zemlja, terminando nella penisola del Tajmyr, in quella che oggi è la Siberia nord-occidentale.
Il permafrost ricopriva l'Europa a sud della calotta glaciale fino all'attuale Seghedino, nell'Ungheria meridionale. Il ghiaccio ricopriva l'intera Islanda. Inoltre, il ghiaccio ricopriva l'Irlanda e all'incirca la metà settentrionale delle Isole Britanniche, con il confine meridionale della calotta glaciale che si estendeva approssimativamente dal sud del Galles, e poi attraverso l'attuale territorio sommerso del Doggerland fino alla Danimarca. L'Europa centrale presentava sacche isolate di relativo calore corrispondenti ad aree idrotermalmente attive, che fungevano da rifugio per taxa non adattati a climi estremamente freddi
Nei Monti Cantabrici, all'estremo nord-occidentale della Penisola Iberica, che oggi non conservano più ghiacciai permanenti, l'ultimo massimo glaciale (LGM) portò a una recessione glaciale locale a causa dell'aumento dell'aridità causato dalla crescita di altre calotte glaciali più a est e a nord, che limitò drasticamente le nevicate annuali sulle montagne della Spagna nord-occidentale. I ghiacciai alpini cantabrici si erano precedentemente espansi tra circa 60.000 e 40.000 anni fa, durante un massimo glaciale locale nella regione. In Grecia predominava la vegetazione steppica.
La popolazione di megafauna in Europa raggiunse il picco tra 27.000 e 21.000 anni fa, circostanza da attribuirsi al clima freddo stadiale

## Clima glaciale
La formazione di un ghiacciaio richiede condizioni prolungate nel tempo sia di freddo intenso sia di precipitazioni nevose.
Da ciò si può capire perché vaste zone (tra cui parte dell'Alaska) non furono coinvolte dalla glaciazione, nonostante temperature simili a quelle delle aree interessate: infatti, gli anticicloni presenti su queste zone generavano venti secchi che impedivano la formazione di ghiaccio.
Anche la presenza di catene montuose che fermavano i venti umidi provenienti dagli oceani scongiurarono la glaciazione in alcune zone (come, ad esempio, nell'Asia continentale).

Distribuzione della vegetazione durante la massima espansione glaciale würmiana.

Se da un lato la povertà d'acqua scongiurava la glaciazione, dall'altro alcune zone (come il Sahel e l'Australia meridionale) subirono una diminuzione delle precipitazioni anche del 90%, con conseguente crollo del numero di specie vegetali e animali nella zona.
L'estensione delle foreste pluviali si ridusse notevolmente: in Africa occidentale solo alcune piccole zone erano ricoperte dalla foresta tropicale.
L'Amazzonia si divise in due grandi blocchi separati dalla savana, così come le foreste del Sud-est asiatico, dove le foreste decidue crebbero a scapito di quelle tropicali.
Solamente in America centrale e nella regione colombiana di Chocó il manto pluviale rimase sostanzialmente intatto, grazie allo straordinario livello delle precipitazioni nella zona. 
La maggior parte dei deserti subì un'espansione: fece eccezione l'America occidentale, dove le correnti a getto fecero aumentare le precipitazioni, causando la formazione di vasti laghi pluviali, come ad esempio il lago Lahontan in Nevada e il lago Bonneville nello Utah. Condizioni simili vennero a crearsi anche in Iran e Afghanistan (dove si formò un grosso lago in corrispondenza del Dasht-e Kavir), e probabilmente anche in Nordafrica, anche se non se ne hanno finora prove concrete.
In Australia i deserti ricoprivano il 50% delle terre emerse, e condizioni simili si trovavano nel Chaco e nelle pampas sudamericane.
In generale, la linea arborea si trovava almeno 20° più a sud rispetto a oggi.